# Alessandro Zampedri
Alessandro Zampedri (ur. 3 października 1969 roku w Brescii) – włoski kierowca wyścigowy.
W latach 1992 i 1993 startował w Formule 3000 zajmując odpowiednio 12. i 11. miejsce w klasyfikacji generalnej. W roku 1994 rozpoczął starty w serii CART i zaliczając tylko wybrane wyścigi zajął 25. miejsce w klasyfikacji końcowej sezonu. W 1995 roku zaliczył już pełny sezon startów w zespole Payton/Coyne i w końcowej klasyfikacji zajął 22. miejsce.
Zampedri brał udział w trzech wyścigach Indianapolis 500 (1995 – 11, 1996 – 4, 1997 – ostatni, 35, z powodu awarii silnika na pierwszym okrążeniu). Na ostatnim okrążeniu Indianapolis 500 w 1996 roku uczestniczył w groźnym wypadku. W jego wyniku poważnie złamał nogi.
W roku 1999 rozpoczął ściganie w Porsche Supercup. W roku 2005 został mistrzem tej serii.

## Wyniki w Indianapolis 500
| Rok  | Nadwozie | Silnik        | Start | Wynik | Uwagi        |
| ---- | -------- | ------------- | ----- | ----- | ------------ |
| 1995 | Lola     | Cosworth-Ford | 17    | 11    |              |
| 1996 | Lola     | Cosworth-Ford | 7     | 4     | Wypadek      |
| 1997 | Dallara  | Oldsmobile    | 31    | 35    | Wyciek oleju |